# Frank Macfarlane Burnet
Sir Frank Macfarlane Burnet (Traralgon, 3. rujna 1899. – Port Fairy, 31. kolovoza 1985.), australski virolog najpoznatiji po svojem doprinosu imunologiji. 
1960.g. je zajedno s Peter Medawarom dobio Nobelovu nagradu za fiziologiju ili medicinu za demonstraciju stečene imunološke tolerancije. 

## Vanjske poveznice
- (engl.)Nobelova nagrada - životopis